# Super Best Winter Selection
『Super Best Winter Selection』（スーパー・ベスト・ウィンター・セレクション）は、1997年10月29日に発売されたオフコース通算42作目の非監修ベスト・アルバム。

## 解説
1曲目の「いつも いつも」は、アルバム『FAIRWAY』収録曲「心さみしい人よ」の後に収録されていた隠しトラックで、本作ではベスト・アルバム『バラード』と同様に独立した曲として収録されている。また、9曲目はアルバム『NEXT SOUND TRACK』では「NEXTのテーマ -僕等がいた-」となっているが、本作では「NEXTのテーマ ～僕等がいた～」となっている。

## パッケージ、アートワーク
アルバムの帯には以下のキャッチコピーが記載されている。
本作は、オフコースが在籍していたエキスプレス・レーベルではなく、イーストワールド・レーベルからリリースされた。

## 収録曲
| #   | タイトル                        | 作詞                         | 作曲               | 編曲                       | 時間 |
| --- | ------------------------------- | ---------------------------- | ------------------ | -------------------------- | ---- |
| 1.  | 「いつも いつも」               | 小田和正                     | 小田和正           | オフコース                 | 1:25 |
| 2.  | 「めぐる季節」                  | 小田和正                     | 小田和正           | オフコース                 | 3:54 |
| 3.  | 「もう歌は作れない」            | 小田和正                     | 小田和正           | 小田和正                   | 3:28 |
| 4.  | 「忘れ雪」                      | 松本隆                       | 筒美京平           | 矢野誠                     | 2:57 |
| 5.  | 「あいつの残したものは」        | 鈴木康博                     | 鈴木康博           | オフコース                 | 3:19 |
| 6.  | 「心 はなれて」                 | 小田和正                     | 小田和正           | オフコース                 | 3:30 |
| 7.  | 「青空と人生と」                | 小田和正                     | 小田和正           | オフコース                 | 3:12 |
| 8.  | 「すきま風」                    | 鈴木康博                     | 鈴木康博           | 鈴木康博                   | 2:28 |
| 9.  | 「NEXTのテーマ ～僕等がいた～」 | 小田和正                     | 小田和正           | オフコース                 | 5:42 |
| 10. | 「思い出を盗んで」              | 小田和正                     | 小田和正           | オフコース                 | 3:52 |
| 11. | 「メインストリートをつっ走れ」  | 鈴木康博、大間仁世、安部光俊 | 鈴木康博           | オフコース                 | 4:13 |
| 12. | 「あなたがいれば」              | 小田和正                     | 鈴木康博           | オフコース                 | 3:49 |
| 13. | 「Christmas Day」               | 小田和正、鈴木康博           | 小田和正、鈴木康博 | オフコース                 | 2:57 |
| 14. | 「愛あるところへ」              | 小田和正                     | 小田和正           | オフコース                 | 4:47 |
| 15. | 「新しい門出」                  | 鈴木康博                     | 鈴木康博           | 鈴木康博                   | 4:10 |
| 16. | 「首輪のない犬」                | 小田和正                     | 小田和正           | 小田和正                   | 3:43 |
| 17. | 「水いらずの午後」              | 松本隆                       | 筒美京平           | 矢野誠                     | 2:52 |
| 18. | 「彼のほほえみ」                | 鈴木康博                     | 鈴木康博           | オフコース、重実博、矢沢透 | 3:23 |
| 19. | 「さよなら」                    | 小田和正                     | 小田和正           | オフコース                 | 4:57 |

## リリース一覧
| タイトル                    | 発売日         | 発売元                  | 形態 | 品番      | 備考                                                     |
| --------------------------- | -------------- | ----------------------- | ---- | --------- | -------------------------------------------------------- |
| Super Best Spring Selection | 1997年2月19日  | EASTWORLD ⁄ TOSHIBA EMI | CD   | TOCT-9809 | レーベルは色の異なるシリーズ共通のオリジナル・デザイン。 |
| Super Best Summer Selection | 1997年5月21日  | EASTWORLD ⁄ TOSHIBA EMI | CD   | TOCT-9865 | レーベルは色の異なるシリーズ共通のオリジナル・デザイン。 |
| Super Best Autumn Selection | 1997年8月20日  | EASTWORLD ⁄ TOSHIBA EMI | CD   | TOCT-9922 | レーベルは色の異なるシリーズ共通のオリジナル・デザイン。 |
| Super Best Winter Selection | 1997年10月29日 | EASTWORLD ⁄ TOSHIBA EMI | CD   | TOCT-9953 | レーベルは色の異なるシリーズ共通のオリジナル・デザイン。 |